# David Bernhard
David Bernhard es juez del Tribunal del Circuito Judicial 19 de Virginia (Fairfax), en los Estados Unidos de América, elegido el 23 de febrero de 2017 por el Senado de Virginiay la Cámara de Delegados de Virginia,para un mandato de 8 años a partir del 1 de julio de 2017.
Es apenas el segundo inmigrante,y el primero de América Latina, en haber sido elegido juez de un Tribunal de Circuito en Virginia. Su elección estuvo precedida por una evaluación del Comité de Elección Judicial de la Asociación de Abogados de Fairfax,que emitió un resumen ejecutivo recomendando encarecidamente su candidatura,destacando su "prominencia en la profesión jurídica" y su "impresionante historial de servicio, curiosidad jurídica y comportamiento," seguido de un voto favorable de los miembros de tal Asociación.Posteriormente, los legisladores estatales bipartidistas de la Asamblea General de Virginia que entonces tenían distritos electorales en el condado de Fairfax votaron,como se informó más tarde en el comité, para recomendar unánimemente su aprobación a la Legislatura en pleno.Bernhard asumió el cargo el 30 de junio de 2017.
El 7 de marzo de 2024, la Asamblea General de Virginia lo eligió para servir como juez en el Tribunal de Apelaciones de Virginia por un período de 8 años a partir del 1 de enero de 2025, convirtiéndose en el primer hispano y latinoamericano, y el primer inmigrante elegido para servir en cualquier tribunal de apelaciones de Virginia.

## Primeros años y educación
David Bernhard, nacido en El Salvador, más tarde buscó asilo basándose en que las guerrillas izquierdistas ponían en peligro a su familia y manejó su propio caso de inmigración cuando era estudiante universitario, convirtiéndose en ciudadano estadounidense.
En 1980, Bernhard recibió su diploma de escuela secundaria de la escuela Northfield Mount Hermon en Northfield, Massachusetts.  En 1983, se graduó de la Universidad Brandeis en Waltham, Massachusetts, con un B.A. en Economía y Ciencias Políticas. Completó su título de Doctor en Derecho en 1985 en la Facultad de Derecho de la Universidad de Washington, en St. Louis, Misuri.Habla con fluidez los idiomas inglés, español y alemán.

## Carrera profesional
Bernhard fue admitido por primera vez para ejercer la abogacía en Virginia (1988), Maryland (1989), Distrito de Columbia (1987), Misuri (1986). De 1991 a 2017 estuvo asociado con la abogada Cheryl E. Gardner en el bufete de abogados Bernhard & Gardner. En 2005, Bernhard junto con Gardner,cofundaron y hasta mayo de 2017 co-moderaron VADefenses Listserv, un recurso de derecho penal.
La práctica judicial de Bernhard incluyó el manejo de casos difíciles, como un caso de asesinato, que fue solo la segunda instanciade un juicio con jurado televisado en la historia del Tribunal de Circuito del Condado de Fairfax,generando un debate sobre las circunstancias si las hubiere. bajo el cual se deben permitir cámaras en una sala de audiencias.Los asuntos notables que manejó incluyen la admisibilidad de los certificados de análisis ofrecidos sin la presencia de un técnico en los juicios por DUIy confrontar problemas con la aplicación de los casos de multas civiles en las carreteras de peaje del norte de Virginia, en cada caso contribuyendo a la promulgación de cambios al Código de Virginia.Sus apelaciones incluyen el primer caso civil Gideon de Virginia, un esfuerzo cooperativo con Clarence M. Dunnaville Jr., que culminó con la enmienda de la legislación al Código de Virginia ;la decisión seminal de Benítez sobre prácticas judiciales abusivas; y la opinión de Kim, que proporciona una prueba clara de cuándo la propiedad privada está sujeta a las leyes de tránsito de Virginia aplicables a las "carreteras reglamentarias."Bernhard ayudó a reconstituir, y de 2011 a 2014, fue copresidente de la Sección de Práctica de Derecho Penal de la Asociación de Abogados de Fairfax, sirviendo durante el último año en colaboración con Michael J. Lindner, por cuyo esfuerzo fue reconocido con un Premio del Presidente de la Asociación. En 2012, Virginia Lawyers Weekly lo nombró "Líder en la ley."

## Servicio judicial
En una entrevista en pódcast de dos partes, Bernhard detalló su improbable viaje para volverese juezy cómo es servir en tal rol.Al asumir el cargo, fue uno de los primeros en proponer e implementarel desarrollo de prácticas previas al juicioy sentencias basadas en evidencia.El Departamento Correccional de Virginia está utilizando técnicas similares para personas encarceladas, lo que ayuda a producir para 2019, la tasa de reincidencia de reclusos más baja de cualquier estado.Bernhard ha estado a la vanguardia de la eliminación del dinero en efectivo de la consideración de si los sospechosos de delitos deben ser liberados mientras esperan el juicio y en qué condiciones.Desde que asumió el cargo, ha negado imponer condiciones discrecionales de liberación de efectivo o fianzas a los acusados de delitos, persuadido por la capacitación judicial que recibió después de su elecciónde la opinión emergente de que dichos requisitos monetarios a menudo equivalen a una "detención basada en la riqueza"y no poco para garantizar la seguridad pública en el caso de los peligrosos, mientras que, por el contrario, sirve en muchos casos para encarcelar innecesariamente a aquellos cuya liberación presenta un riesgo adverso pequeño que, en cambio, puede abordarse a través de otros términos previos al juicio.Ha señalado ejemplos en los que los peligrosos han sido liberados simplemente porque tienen dinero, mientras que las personas acusadas de delitos menores en los que normalmente no cumplirían una pena de cárcel han sido detenidas innecesariamente simplemente por ser pobres, al considerar que no hay medios racionales para la implementación. de los términos en efectivo en las determinaciones de fianza.Desde 2017, Bernhard ejerció discreción judicial para informar a los jurados durante la selección del jurado de los rangos de pena que enfrenta un acusado en el contexto de examinar el sesgo de sentencia y reducir la posibilidad de juicios nulos, y ha expuesto por escrito su razonamiento para tal práctica.En 2020, la Asamblea General de Virginia resolvió la controversia de si los jurados deberían ser informados al exigir el derecho a dicha divulgación por estatuto. 
El 14 de agosto de 2020, el juez Bernhard se unió a sus catorce colegas judiciales para adoptar un plan histórico para promover la igualdad racial, la diversidad de candidatos calificados para su nombramiento como subjueces y otras medidas para mejorar la confianza pública en la imparcialidad del Tribunal de Circuito de Fairfax.
Durante 2020-22 estuvo entre los finalistas considerados para elección al Tribunal de Apelaciones y al Tribunal Supremo de Virginia, recibiendo evaluaciones elogiosas de varias organizaciones de abogados, la investigación de antecedentes de la Asociación de Abogados de Virginia señalando "comentarios ejemplares" para Bernhard con fuentes que lo describieron como "un juez espectacular y un practicante muy respetado." Después de ser nuevamente altamente calificado por varias organizaciones de abogados,el 7 de marzo de 2024, la Asamblea General de Virginia hizo historia con la mayoría demócrata votando favorablemente en el Senado de Virginia,y un voto favorable bipartidista casi unánime en la Cámara de Delegados de Virginia,eligiendo a Bernhard para servir como juez de la Corte de Apelaciones de Virginia para comenzar un mandato de 8 años el 1 de enero de 2025, convirtiéndose Bernhard en el primer hispano y latinoamericano, y el primer inmigrante elegido para servir en cualquier tribunal de apelaciones de Virginia. En 2020, la población de Virginia era 10.6% hispana,y en 2021, 12.3% nacida en el extranjero y otro 6.7% con al menos un padre inmigrante, con una fuerza laboral que era 15.6% inmigrante y aporta $14.6 mil millones en impuestos.
Bernhard con frecuencia ha abordado cuestiones de primera impresión en cartas de opinión,que en Virginia constituyen una autoridad persuasiva.

## Opiniones notables
Las notables opiniones judiciales del juez Bernhard emitidas como juez de primera instancia reflejan un estilo de escritura sucinto y accesible que establece de antemano el qué, el cómo y el por qué de sus decisiones, que incluyen, entre otras, las siguientes en orden cronológico:
- determinando que los oficiales de libertad condicional pueden hacer recomendaciones de sentencia en sus informes;[59][60]
- justificando el ejercicio de la discreción de la Corte para informar a los miembros del jurado loopsobre los rangos de penas aplicables para evitar sentencias parciales y juicios nulos (ahora requerido por ley);[61][44]
- evaluando si un subcontratista en una transacción comercial puede estar sujeto a responsabilidad en virtud de la Ley de Protección al Consumidor de Virginia;[62][63]
- detallando cuando el testimonio de causalidad médica es innecesario para comprometer la decisión sobre la culpabilidad de un delito a un jurado;[64]
- adoptando un enfoque de subordinación parcial de préstamos para analizar el impacto de los gravámenes con un circuito de prioridad;[65][66]
- interpretando el alcance de la upreferencia legal por negligencia y reclamos de conversión en el contexto de una transferencia electrónica fraudulenta de fondos;[67]
- determinnando cuándo podrán mantenerse acciones de sentencia declaratoria accesorias a las adjudicaciones administrativas;[68]
- encontrando que un gobernador de un estado requirente puede actuar a través de un agente en los procedimientos de extradición;[69]
- determinando que en los procedimientos judiciales para enajenar bienes inmuebles morosos del impuesto los gravámenes sobre los inmuebles objeto de enajenación deben determinnarse al momento de la entrada del decreto de confirmación de enajenación;[70]
- sosteniendo que un tribunal no podía anular una nolle prosequi previamente otorgada como tal concesión después del empiezo del juicio despojo a la Corte de jurisdicción sobre el delito penal imputado;[71]
- dictaminando que un otorgante-beneficiario puede gravar terrenos con una servidumbre a título individual como una revocación parcial de la transferencia de dicho patrimonio a un fideicomiso revocable;[72]
- delineando cuándo un camino residencial está sujeto a la prohibición de arrestos sin orden judicial en el mismo;[73]
- encontrando un acuerdo implícito en los hechos borró los atrasos de manutención;[74][75]
- sosteniendo que cláusulas contractuales de honorarios de abogados en cual "el retador paga" son nulas y en contra del orden público;[76]
- analizando y rechazando la aplicación de la regla del último antecedente,[77] y determinando que los prestamistas no comerciales sin licencia están sujetos a la Ley de Protección al Consumidor de Virginia;[78][79][80]
- delineando el estándar aplicable para la restauración judicial de los derechos de armas;[81][82]
- sosteniendo que una petición para cambiar el nombre de un niño está respaldada por consideraciones de que la Corte no debe, al conceder un cambio de nombre, disminuir cualquier vínculo significativo existente entre el niño y los padres cuyo apellido lleva, mientras que, por el contrario, el niño debe no ser objeto de vergüenza o angustia sustancial, producto de mantener el apellido que se pretende cambiar o complementar;[83][84]
- analizando cuándo se despoja a los tribunales de jurisdicción para determinar la custodia de un niño que ya no está presente en Virginia;[85][86]
- sosteniendo deposiciones de bene esse se puede utilizar para respaldar un juicio sumario;[87]
- determinando el ejercicio de las reservas de manutención conyugal no requiere que se demuestre un cambio material en las circunstancias (este valor predeterminado se modificó por ley);[88]
- encontrando que la determinacion judicial de la pena de prisión en los tribunales inferiores no será aplicable es vinculante en las apelaciones de novo en los tribunales de circuito como una cuestión de impedimento judicial;[89]
- sosteniendo que los tribunales inferiores no pueden exigir que los apelantes indigentes en casos de retención ilegal de vivienda paguen una fianza como requisito previo para transmitir su apelación a los tribunales de circuito para un juicio de novo;[90][91]
- sosteniendo que un detenido en proceso de extradición tiene derecho a una evaluación limitada de salud mental y restauración limitada de la capacidad como una cuestión de debido proceso;[92]
- delineando cuándo se puede excusar una condición de prueba requerida por la incapacidad de cumplir;[93]
- sosteniendo que una servidumbre para "ingreso y egreso" a un cuerpo de agua y para "uso" de un malecón no confiere derechos ribereños;[94]
- encontrando que el uso de la fianza en efectivo inconstitucional según se aplica;[95][96][97][42]
- delineando el amplio alcance del poder constitucional y estatutario de los Abogados del Estado Libre Asociado para enjuiciar delitos penales en Virginia;[98]
- otorgando una solicitud de defensa como una cuestión de discreción judicial que promueva la neutralidad de la sala del tribunal, para llevar a cabo un juicio con jurado sin un telón de fondo simbólicamente sesgado de retratos que favorezcan a cualquier raza, lo que podría impartir involuntariamente y por error que los afroamericanos tienen una posición inferior en la impartición de justicia;[99][100][101]
- sosteniendo que las defensas afirmativas adjudicadas por alegato en la barra no deben revisarse nuevamente en el juicio en la mayoría de los casos;[102]
- detallando cuándo esparcir bambú se convierte en una molestia procesable y que el estatuto de limitaciones no se aplica cuando la reparación buscada es completamente equitativa;[103][104]
- delineando cuándo "pareja romántica" cláusulas son nulas en contra de la política pública;[105][106]
- determinando que un propietario único no es un "empleado" bajo la ley de compensación de trabajadores;[107]
- sosteniendo que el tribunal tiene la facultad discrecional de permitir que un acusado se retracte de una solicitud de sentencia por jurado.[108][109]
- determinando que el Tribunal no puede modificar una sentencia de cárcel no cumplida si fue impuesta en revocación de una sentencia suspendida y delinear en un análisis detallado del concepto de jurisdicción cuándo una orden dictada por error es nula ab initio en lugar de meramente anulable;[110][111]
- sosteniendo que la presentación de una litispendencia no puede servir como base legal para el agravio de abuso malicioso del proceso;[112][113]
- detallando un marco para analizar cuándo un cargo penal que fue modificado puede considerarse "desestimado" y eliminable;[114][115]
- delineando que se requiere notificar al demandado de la institución de la acción dentro del período previsto por el estatuto de limitaciones cuando se subsana un nombre inapropiado por no demanda, notificación que puede satisfacerse mediante el conocimiento oportuno que posee el asegurador del demandado bajo la doctrina de identidad de interés;[116] [117]
- sosteniendo que la preferencia de un niño por sí sola, cuando los hechos prevalecientes en el momento de la orden de custodia que se solicita modificar no han cambiado, es insuficiente para establecer un cambio material en las circunstancias que permita la competencia de la Corte para modificar la orden;[118][119]
- encontrando que la Universidad George Mason ("GMU") no puede ser considerada responsable en virtud de la Ley de Protección contra el Fraude contra los Denunciantes ("FAWPA") porque GMU no es una persona ni un agente de una agencia gubernamental, por lo que no se ajusta a la definición de "empleador" de la FAWPA, y que la FAWPA no puede ser la base para un reclamo de despido injustificado de Bowman porque el estatuto en sí proporciona un remedio para reivindicar la política pública que la FAWPA busca promover.[120][121]